# Elisso Bolkvadze
Elisso Bolkvadze (Tbilisi, 2 gennaio 1967) è una pianista e politica georgiana.

## Biografia
Pianista classica, è stata una bambina prodigio, essendosi esibita già a sette anni con l'Orchestra nazionale della Georgia. Ha studiato al Conservatorio di Stato di Tbilisi, perfezionandosi successivamente a Mosca.
Ha suonato in prestigiosi teatri nel mondo diretta da maestri come Petr Altrichter, Lior Shambadal, William Kirchke, Michel Tabachnik, Kiri Taki, Stanisław Skrowaczewski, Djansug Kakhidze, Laurent Petitgirard, Saulius Sondeckis.
Nel 2015 è stata proclamata Artista Unesco per la Pace, e la Francia l'ha nominata Cavaliere delle Arti e delle Lettere.
Nel 2020 è entrata a far parte del Parlamento del suo Paese, come deputata per Sogno Georgiano.

## Discografia essenziale
- Prokof'ev, Piano Sonata No.2 / Schubert, Impromptus D 899. Audite, 2015
- Récital au Festival Michel Sogny (Œuvres de Beethoven, Mozart, Ravel & Michel Sogny). Cascavelle, VEL 3129, Distribution Abeille Musique, 2007
- Camille Saint-Saëns Piano Concerto Nº 2 / Fantasies, Liszt / Rhapsodie, Rachmaninov. Cascavelle, 2010